# Fotomedicina
Fotomedicina é um ramo interdisciplinar da medicina que envolve o estudo e aplicação de luz no que diz respeito à saúde e doença. A fotomedicina pode estar relacionada à prática de vários campos da medicina, incluindo e oncologiadermatologia, cirurgia, radiologia intervencionista, diagnósticos ópticos, cardiologia, distúrbios do sono e do ritmo circadiano.
Um ramo de fotomedicina é Fototerapia que pode ser prescrita de forma precisa usando o método de transdução de energia em resposta global do organismo.  

## Exemplos
Fotomedicina é usado como um tratamento de muitas condições diferentes:
- PUVA para o tratamento da psoríase
- A terapia fotodinâmica (PDT) para o tratamento de câncer e a degeneração macular - não Tóxico-luz de compostos sensíveis são direcionados para malignos ou outras células doentes e, em seguida, expostos seletivamente a luz, sendo que elas se tornam tóxicos e destruir essas células.
- O tratamento de distúrbios do ritmo circadiano[3]
- Alopecia,
- Remoção do cabelo do Laser
- Fotobiomodulação
- Óptica de diagnóstico
- Microscopia Confocal e microscopia de fluorescência da in vivo tecido